# Йордіс Штайнеггер
Йордіс Штайнеггер (нім. Jördis Steinegger, 8 лютого 1983) — австрійська плавчиня.
Учасниця Олімпійських Ігор 2008, 2012, 2016 років.
Призерка літньої Універсіади 2007, 2011 років.